# Ferdinand Marek
Ferdinand Marek (25. ledna 1881 Karlín – 4. května 1947 Moskva) byl rakouský diplomat.

## Život
Ferdinand Marek byl v roce 1918 prvním rakouským diplomatickým zástupcem v Československu, zpočátku jako chargé d’affaires. Podařilo se mu pro potřeby rakouského zastupitelství získat budovu na pražském Smíchově. Dne 11. dubna 1922 předal prezidentu Masarykovi své pověření rakouského vyslance.[zdroj?]
Po anšlusu Rakouska nacistickým Německem v roce 1938 bylo pražské vyslanectví uzavřeno a Marek byl penzionován. Zůstal však v Praze až do obsazení Československa německým vojskem v březnu 1939. Marek v Praze zůstal i poté a usiloval o obnovu činnosti úřadu.[zdroj?]
Již 12. května 1945 Marek s dřívějším rakouským generálním konsulem v Praze, Herbertem Schallenbergem, obnovil se souhlasem československé poválečné provizorní vlády Zdeňka Fierlingera, avšak zjevně bez pověření či legitimizace rodící se rakouské vlády, činnost rakouského vyslanectví v původní budově na Smíchově. V neposlední řadě i díky oznámení ve vysílání Českého rozhlasu sloužily v té době prostory rakouského vyslanectví jako útočiště pro tisíce osob prchajících do Rakouska. Ty zde byly přijímány až do hromadně organizovaného vycestování z Československa.[zdroj?]
Ještě v květnu téhož roku byl Marek zatčen sovětskou kontrašpionáží a pod záminkou, že měl být tajným agentem gestapa, byl odvlečen do Moskvy, kde 5. května 1947 ve vězení zemřel. Oficiálně zproštěn všech podezření byl teprve v roce 1993 a následně rehabilitován.